# Justine Lévy

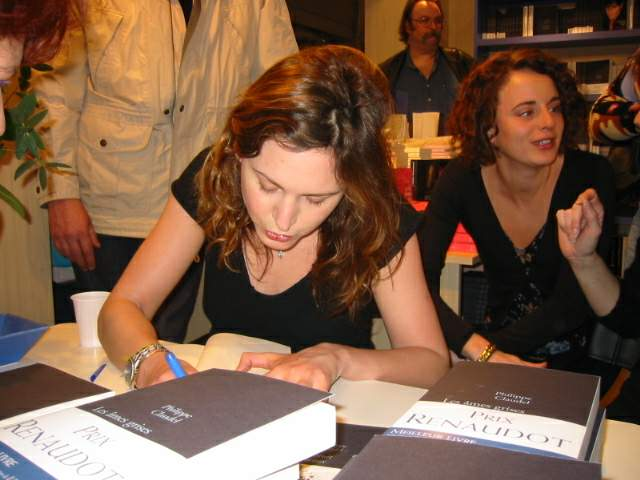
Justine Lévy in Paris, 2004

 Justine Lévy  (* 27. September 1974 in Frankreich) ist eine französische Schriftstellerin.

## Leben
Lévy ist die älteste Tochter aus erster Ehe des Philosophen Bernard-Henri Lévy. Ihre Mutter ist die 2004 verstorbene Französin Isabelle Doutreluigne. Sie wohnt in Paris, wo sie für einen Verlag arbeitet. Ihr Erstlingswerk „Le rendez-vous“ (deutsch Rendezvous mit Alice) wurde von Kritikern positiv aufgenommen.
1996 heiratete sie Raphaël Enthoven, den Sohn des besten Freundes ihres Vaters, Jean-Paul Enthoven. Die Ehe war jedoch schwierig und schließlich verließ er sie für das Model und Sängerin Carla Bruni. Beeinflusst durch ihre ehelichen Schwierigkeiten verfasste sie unter dem Titel „Rien de Grave“ (deutsch Nicht so tragisch) eine semi-autobiographische Geschichte. Dafür erhielt sie den Prix Littéraire Le Vaudeville und den Grand Prix Littéraire de l'Héroïne Marie France. Ihr dritter Roman erschien 2010 auf Deutsch.
Mit ihrem Lebensgefährten Patrick Mille hat sie eine Tochter und einen Sohn.

## Werke
- Le Rendez-vous, 1995, deutsch: Rendezvous mit Alice. Piper Verlag, München/Zürich 1999, ISBN 3-492-22750-3
- Rien de grave, 2004, deutsch: Nicht so tragisch (Ü: Claudia Steinitz). Verlag Antje Kunstmann, München 2005, ISBN 3-88897-400-3
- Mauvaise fille, 2009, deutsch: Schlechte Tochter, übersetzt von Claudia Steinitz, Verlag Antje Kunstmann, München 2010, ISBN 3-88897-643-X